# Peder Pedersen
Peder Pedersen (* 3. November 1945 in Nørre Nærå bei Otterup Sogn; † 9. Januar 2015) war ein dänischer Radrennfahrer. 	
Peder Pedersen wurde 1974 Weltmeister sowie zweimal (1970 bei den Amateuren und 1975 bei den Profis) Vize-Weltmeister im Sprint und 1971 im 1000-Meter-Zeitfahren bei UCI-Bahn-Weltmeisterschaften zwischen 1969 und 1975 und auch Europameister im Sprint im Jahre 1975. Außerdem nahm er 1964, 1968 und 1972 an Olympischen Sommerspielen teil; 1968 errang er mit dem dänischen Bahnvierer die Goldmedaille. Er war zehnmal dänischer Meister im Sprint (Amateure und Profis) und zweimal dänischer Meister im 1000-Meter-Zeitfahren sowie einmal mit dem Bahnvierer. Am 27. Juni 1974 stellte er in Rom über 1000 Meter mit stehendem Start einen Weltrekord mit 1:07,49 Minute auf. Den Grand Prix Amsterdam gewann er 1974, ebenso den Grand Prix Kopenhagen.
Noch während seiner Laufbahn als aktiver Sportler ging Pedersen in den Polizeidienst und stieg bis zum Chef der Verkehrspolizei von Fünen auf. 
Von 1977 bis 1992 war Pedersen zudem Nationaltrainer der Danmarks Cykle Union (DCU), von 1977 bis 1990 auch Vorstandsmitglied der DCU sowie schließlich von 1990 bis 2006 ihr Präsident. Von 1993 bis 1997 war er zudem Mitglied des Amateur-Boards der Union Cycliste Internationale sowie seit 2005 deren Management-Komitees.